# Liste der Baudenkmale in Vögelsen
In der Liste der Baudenkmale in Vögelsen sind die Baudenkmale der niedersächsischen Gemeinde Vögelsen und ihrer Ortsteile aufgelistet. Die Quelle der Baudenkmale und der Beschreibungen ist der Denkmalatlas Niedersachsen. Der Stand der Liste ist der 29. Januar 2023.

## Allgemein
In den Spalten befinden sich folgende Informationen:
- Lage: die Adresse des Baudenkmales und die geographischen Koordinaten. Kartenansicht, um Koordinaten zu setzen. In der Kartenansicht sind Baudenkmale ohne Koordinaten mit einem roten Marker dargestellt und können in der Karte gesetzt werden. Baudenkmale ohne Bild sind mit einem blauen Marker gekennzeichnet, Baudenkmale mit Bild mit einem grünen Marker.
- Bezeichnung: Bezeichnung des Baudenkmales
- Beschreibung: die Beschreibung des Baudenkmales. Unter § 3 Abs. 2 NDSchG werden Einzeldenkmale und unter § 3 Abs. 3 NDSchG Gruppen baulicher Anlagen und deren Bestandteile ausgewiesen.
- ID: die Objekt-ID des Baudenkmales
- Bild: ein Bild des Baudenkmales, ggf. zusätzlich mit einem Link zu weiteren Fotos des Baudenkmals im Medienarchiv Wikimedia Commons. Wenn man auf das Kamerasymbol klickt, können Fotos zu Baudenkmalen aus dieser Liste hochgeladen werden:

## Vögelsen

### Gruppe: Dorfstraße 7
Die Gruppe hat die ID 34327522. Hofanlage aus Wohn-/Wirtschaftsgebäude, Scheune und Schafstall von Einfriedung aus gemauerten Feldsteinpfeilern mit Holzzaun umgeben. Neben der Einfahrt im Süden einige alte Eichen.

| Lage                        | Bezeichnung               | Beschreibung | ID       | Bild |
| --------------------------- | ------------------------- | --- | -------- | ---- |
| 53° 16′ 48″ N, 10° 21′ 1″ O | Wohn-/ Wirtschaftsgebäude | Fachwerkbau in Vierständerbauweise auf Feldsteinsockel und Ziegelschicht mit Backsteinausfachung unter Halbwalmdach in Reetdeckung. Bauinschrift auf Schwellbalken am Wirtschaftsgiebel. Errichtet 1857(i). Wohnteil in Backstein ersetzt. | 28836126 | BW   |
| 53° 16′ 48″ N, 10° 21′ 3″ O | Scheune                   | Fachwerkbau mit Backsteinausfachung und hohem Drempel mit Senkrchtverbretterung unter flach geneigtem Satteldach. Errichtet Anfang 20. Jh.                                                                                                 | 28836087 | BW   |
| 53° 16′ 46″ N, 10° 21′ 1″ O | Nebengebäude              | Langgestrecktes Fachwerkgebäude mit Backsteinausfachung unter Walmdach in Reetdeckung. Tore an den Schmalseiten. Errichtet wohl 1857. | 35309387 | BW   |

### Gruppe: Dorfstraße 11
Die Gruppe hat die ID 34325342. Der Vollhof Schmidt besteht aus Wohn-/ Wirtschaftsgebäude, Schafstall, Scheune und Mehrzweckscheune und ist von altem Baumbestand durchzogen.

| Lage                                             | Bezeichnung        | Beschreibung | ID       | Bild |
| ------------------------------------------------ | ------------------ | --- | -------- | ---- |
| Bardowicker Straße 2 53° 16′ 42″ N, 10° 21′ 6″ O | Wirtschaftsgebäude | Großer Mehrzweckbau. EG in Fachwerk mit Backsteinausfachung auf hohen verputztem Sockel, darüber Drempel mit senkrechter Verbretterung unter flach geneigtem Satteldach in Zinkblechdeckung. Diese kragt hofseitig als Wagenschauer weit über. Zwei Querdurchfahrten mit Rolltoren. Bauinschrift am Ostgiebel. Erbaut 1909(i). | 28836307 | BW   |
| Bardowicker Straße 2 53° 16′ 42″ N, 10° 21′ 4″ O | Schafstall         | Fachwerkbau mit einseitiger Kübbung. Wandständerbauweise auf Feldsteinsockel mit eingehästen Dachbalken und Backsteinausfachungen unter Walmdach ursprünglich in Weichdeckung, heute in roter Hohlpfannendeckung. Längsdurchfahrt, über östlicher Einfahrt Auszugsluke. Ausfachung tw. in Hochkantmauerung. Errichtet gegen 1750. | 28836259 | BW   |
| Brandkuhlenweg 1 53° 16′ 43″ N, 10° 21′ 7″ O     | Remise             | Fachwerkbau mit Backsteinausfachung unter Satteldach in Ziegeldeckung. Errichtet wohl zweite Hälfte 19. Jh. | 28836293 | BW   |
| Dorfstraße 11 53° 16′ 43″ N, 10° 21′ 5″ O        | Schmidt´sches Haus | Fachwerkbau in Zweiständerbauweise mit Backsteinausfachungen unter Halbwalmdach in Reetdeckung. Unterrähm mit ungewöhnlichen gezahnten Anblattungen der Kopf- und Längsstreben. Giebeltrapetz des Wohnteils auf gerundeten Balkenköpfen und Füllhölzern vorkargend mit Dreiecks-Fußstrebenpaaren mit Halbkreisprofilierung sowie profilierten Knaggen unter der Abwalmung. Errichtete 1536(d). Kammerfachumbau 1716(i). Wirtschaftsgiebel und Traufseiten erneuert 1838(i). Umnutzung zu reinen Wohnzwecken, hierfür Ausfachung mit Holländer-Handstrichsteinen, Wirtschaftsgiebel verglast und breite Fledermausgaube ausgebaut durch Architekt Tebbe Billker, Lüneburg, 1971/72. | 28836238 | BW   |
| Dorfstraße 11a 53° 16′ 44″ N, 10° 21′ 3″ O       | Scheune            | Fachwerkbau mit Backsteinausfachung unter Halbwalmdach ursprünglich in Weichdeckung. Zwei Längsdurchfahrten. Errichtet wohl zweite Hälfte 19. Jh. | 28836277 | BW   |

### Einzelbaudenkmale
| Lage                                     | Bezeichnung | Beschreibung | ID       | Bild |
| ---------------------------------------- | ----------- | --- | -------- | ---- |
| Dorfstraße 8 53° 16′ 45″ N, 10° 21′ 1″ O | Scheune     | Fachwerkbau mit Backsteinausfachung unter Halbwalmdach in Reetdeckung. Außermittige Längsdurchfahrt. Errichtet Mitte 19. Jh. | 28836185 | BW   |